# Zeeland (Noord-Brabant)
Zeeland (dialect: Zelland) is een dorp in de gemeente Maashorst, gelegen in de Peelrand in het oostelijke deel van de Nederlandse provincie Noord-Brabant. Het is een bedevaartsoord van de heilige Cornelius, die in het bijzonder wordt vereerd in de plaatselijke parochiekerk van de heilige Jacobus de Meerdere.
Op 1 januari 2023 telde het dorp 6.855 inwoners, dit is inclusief buurtschappen. Zeeland heeft een oppervlakte van 29,75 km² (inclusief het Oventje). Exclusief het Oventje bedraagt het inwoneraantal 6.355 en de oppervlakte 27,38 km².

## Toponymie
De naam Zeeland komt uit de Frankische tijd (600-900 na Chr.) en stamt van het Oudhoogduits "selilant" of het Latijn "terra salica", wat "land bij een zaalhof" betekent. Het betrof één of meerdere grotere zaalboerderijen ("salae"). In de loop van de geschiedenis werd de naam van de nederzetting op uiteenlopende wijzen geschreven: "Zelant", "Selant", "Seelandt", en "Op-Zeeland".

## Geschiedenis

### Land van Herpen
In de 13e eeuw maakte Zeeland deel uit van de heerlijkheid Uden. In 1233 vond een scheiding plaats tussen het territorium Cuyk en het Land van Herpen en Uden. Uden vormde in die periode samen met Herpen één heerlijkheid. Tot de stichting van het stadje Ravenstein bleef Herpen de hoofdplaats van dit landje.

### Land van Ravenstein
In 1360 ging de heerlijkheid Uden in bestuurlijk opzicht behoren tot het Land van Ravenstein onder heerschappij van het Huis van Valkenburg tot en met 1396.
Vanuit de schepenbanken Herpen en Uden ontstond in 1339 het 'Heikantsgericht'. Deze schepenbank strekte zich uit over de gehele vroegere heerlijkheid Uden, bestaande uit Uden, Boekel en Zeeland. Van deze schepenbank, die in totaal uit zeven leden bestond, waren er twee afkomstig uit Zeeland. Een document uit 1339 dat deze bestuursvorm beschrijft vormt tegelijkertijd de oudste vermelding van Zeeland. De dorpskeur aan Zeeland werd toen verleend door Heer Jan van Valkenburg. In 1385 kreeg Zeeland gemeenterechten.
Op 22 september 1367 werd te Zeeland een kapel gesticht ter ere van de Heilige Jacobus de Meerdere en de Heilige Cornelius. Een medaillon uit 1475 toont aan dat er toen reeds een schuttersgilde bestond, gewijd aan Jacobus. Het oudste schriftelijke document omtrent dit gilde dateert van 1614.
Door het kinderloos overlijden van Reinoud van Valkenburg (gehuwd met Elisabeth van Kleef) beleende de hertog van Brabant Adolf van Kleef met Herpen, Ravenstein en Uden waardoor in 1397 het Land van Ravenstein Kleefs territorium werd. Nadien kwam het gebied in 1629 onder Palts-Neuburg. Onder de Neubergers kende het gebied godsdienstvrijheid.
In de 16e eeuw werd de kapel vergroot en op 14 juni 1628 werd Zeeland een zelfstandige parochie. In 1663 werd de grote luidklok ter plaatse vervaardigd door Pieter van Trier, terwijl in 1679 een nieuwe pastorie werd gebouwd.
Doordat de aangrenzende gewesten Brabant en Gelderland vanaf 1648 officieel onder de Staten-Generaal vielen, werd het Land van Ravenstein meer en meer als "buitenland" gezien. De godsdienstvrijheid bood katholieken uit Staats-Brabant gelegenheid hier godsdienstoefeningen bij te wonen in grenskerken.
In 1773 werd de eerste brandspuit aangeschaft die tot 1850 dienst bleef doen.

### Franse tijd
In 1796 werd het Land van Ravenstein stilzwijgend bij de Bataafse Republiek ingelijfd. Het was afgelopen met de "status aparte" van het Land van Ravenstein. In 1806 ging Zeeland deel uitmaken van het Koninkrijk Holland waarbij Zeeland een zelfstandige gemeente werd. In 1809 bezocht koning Lodewijk Napoleon het Land van Ravenstein. Hij meldde daarna: "Met leedwezen heeft Z.M. zich overtuigd, dat in het kwartier Ravenstein het geheel bestuur zich in eenen toestand bevindt verre beneden het overige van het rijk." hierbij verwijzende naar het feit, dat alles in het Land van Ravenstein te veel bij het oude bleef. De staatsgrens tussen de Meierij en het Land van Ravenstein was verdwenen, en daarmee ook de privileges die het oude Land van Ravenstein bezat.
In 1812 kwam het kadaster tot stand. Allerlei grensgeschillen tussen Boekel, Uden en Zeeland werden daardoor beslecht. Alleen over de status van de Graspeel bestond nog onduidelijkheid.
In 1817 werd het eerste gemeentehuis gebouwd en in 1822 kwam de eerste postbode. In 1831 trokken duizenden Noord-Nederlandse militairen door Zeeland. Deze namen deel aan de Tiendaagse Veldtocht tegen de Belgische Opstand.
Zeeland leverde missionarissen, de eerste was Jan van de Brand die in 1844 naar Indonesië vertrok. Vanaf 1850 emigreerden vele Zeelanders naar Amerika. Ondertussen werd aan de infrastructuur gewerkt. Er kwam in 1850 een nieuw gemeentehuis en een hulppostkantoor, en in 1855 de eerste klinkerweg van Uden naar Overlangel, die ook Zeeland aandeed. In 1867 kwam er een verharde weg naar Boekel, en in 1878 werd de spoorlijn van Boxtel naar Wesel, het Duits Lijntje, geopend. In 1868 kwam een verharde weg naar Escharen gereed.
Omstreeks 1850 bestond in Zeeland een pianofabriek van N. Bouwens. Deze ging in 1858 failliet. In 1875 begon de familie Coenen een meststoffenbedrijf dat weldra zou leiden tot de eerste Nederlandse kunstmestfabriek, Coenen & Schoenmakers, te Uden.
In 1883 werd ook het klooster van de Zusters Franciscanessen ingewijd. Deze zusters beoefenden de bejaarden- en ziekenzorg en gaven onderwijs.

### Twintigste eeuw
In 1905 werd de straatverlichting op brandolie ingevoerd en in 1910 werd de Stoomzuivelfabriek "Sint-Jacobus" geopend evenals een hulptelefoon- en telegraafkantoor. De zuivelfabriek werd in 1970 overgenomen door Campina en in 1974 gesloopt. In 1906 startten grootschalige ontginningen van de heide- en broekgebieden in de omgeving. In 1921 kwamen de eerste aansluitingen op het elektriciteitsnet. Van 1927-1939 werden naaldbossen geplant bij wijze van werkverschaffing.
Op 10 mei 1940 kwamen bij Mill twee Duitse pantsertreinen over de grens en doorbraken de Peel-Raamstelling. Ze wisselden van trein in halte Zeeland, op hun terugtocht werden ze tegengehouden. Op 10 mei werden 4 huizen en het pionierspark aan de Puttelaar in brand gestoken door het Nederlandse leger. Op 11 mei kwam de bezetter. Door beschietingen werden enkele boerderijen en huizen verwoest. In 1942 werd Vliegbasis Volkel aangelegd waardoor een aantal gezinnen moesten wijken. De kerkklokken werden in 1943 geroofd. Op 19 september 1944 kwamen de eerste geallieerde militairen in Zeeland in het kader van de Operatie Market Garden en werd Zeeland bevrijd.
Nadat in 1950 het verkeer over het Duitse Lijntje was stilgelegd werden in 1977 de rails gesloopt.
Tot 1994 was Zeeland een zelfstandige gemeente, met als hoofdkern het dorp Zeeland en verder de buurtschappen: Oventje (bestaande uit Voor-Oventje en Achter-Oventje), Brand en Graspeel.
Bij de gemeentelijk herindeling van Noordoost-Brabant in 1994 werd Zeeland samengevoegd met de gemeente Schaijk tot de nieuwe gemeente Landerd. De gemeenteraad kwam bijeen in het raadhuis van Schaijk en het gemeentehuis was in Zeeland gevestigd.
Op 10 augustus 1925 kwam in de namiddag een cycloon vanuit de richting van Uden in Zeeland aan de grond. Deze cycloon die met ontzettend veel kracht over het gehucht Oventje raasde liet een spoor van vernieling achter. Ook Langenboom werd door deze cycloon flink getroffen. De cycloon, die na Langenboom weer omhoog ging, zakte weer naar de grond in het stadje Borculo. Tijdens de stormramp is door de cycloon in Oventje een elektriciteitspaal compleet om zijn as gedraaid. Deze paal is nu nog als monument te bezichtigen. De paal is in 2006 gerestaureerd en op 31 maart 2006 weer onthuld.
In augustus 1951 was Zeeland de basis van de proefmobilisatie van het Derde Divisie Geniebataljon. Deze mobilisatie duurde vier weken.

## Bezienswaardigheden

### Jacobus de Meerderekerk
De kerk van Zeeland is de Sint-Jacobus de Meerderekerk is gewijd aan Jakobus de Meerdere en werd gebouwd omstreeks 1870. De architect van deze kerk was Cornelis van Dijk uit Heesch. In 1914-1915 werd de kerk uitgebreid met pseudotransepten. De glas-in-loodramen dateren van 1915 tot 1925 en werden vervaardigd door het atelier van Joep Nicolas uit Roermond. Het orgel werd in 1891 geplaatst en werd gebouwd door orgelbouwer Franciscus Cornelius Smits uit Reek. In 1929 werd bij de kerk een Heilig Hartbeeld geplaatst, dat tegenwoordig voor de pastorie staat.

### Windmolens
Het dorp heeft twee monumentale korenmolens die beide in 2008 zijn gerestaureerd: de Coppensmolen en De Dageraad. In de buurtschap Oventje bevindt zich de stellingmolen Sint Victor.
Zie ook
- Lijst van rijksmonumenten in Zeeland (plaats)
- Lijst van gemeentelijke monumenten in Zeeland (plaats)

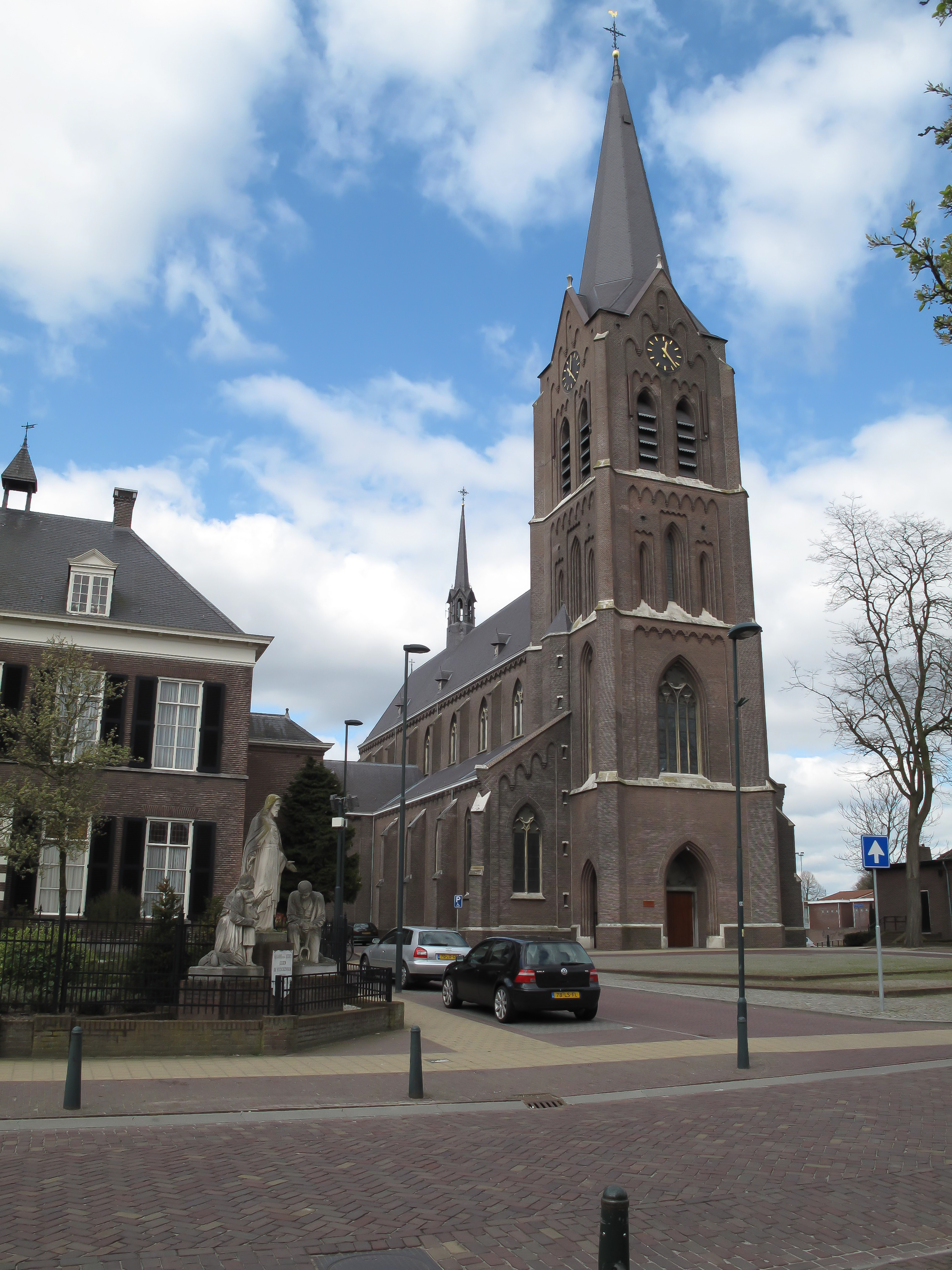
Sint-Jacobus de Meerderekerk
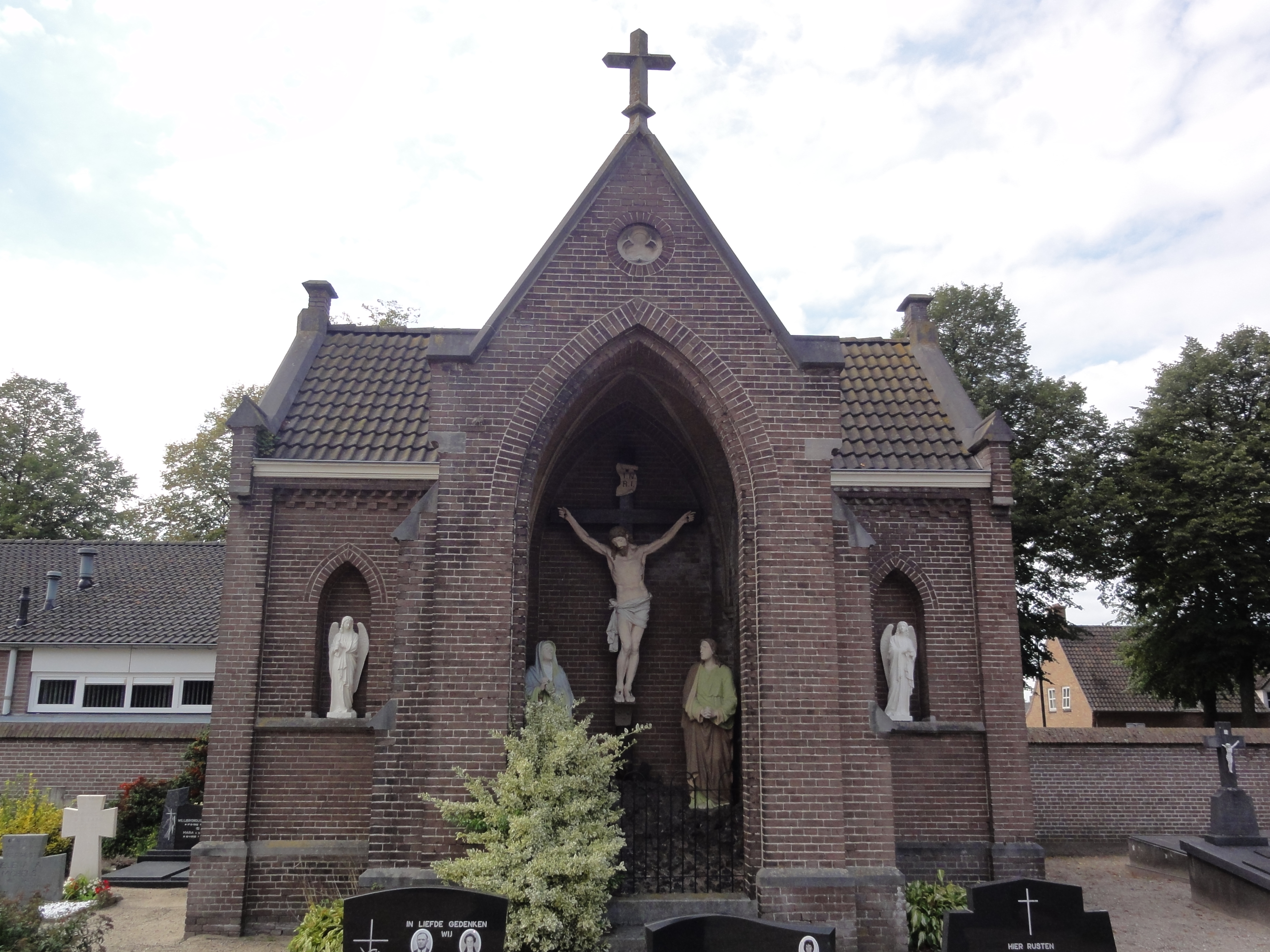
Kerkhofkapel met baarhuisje
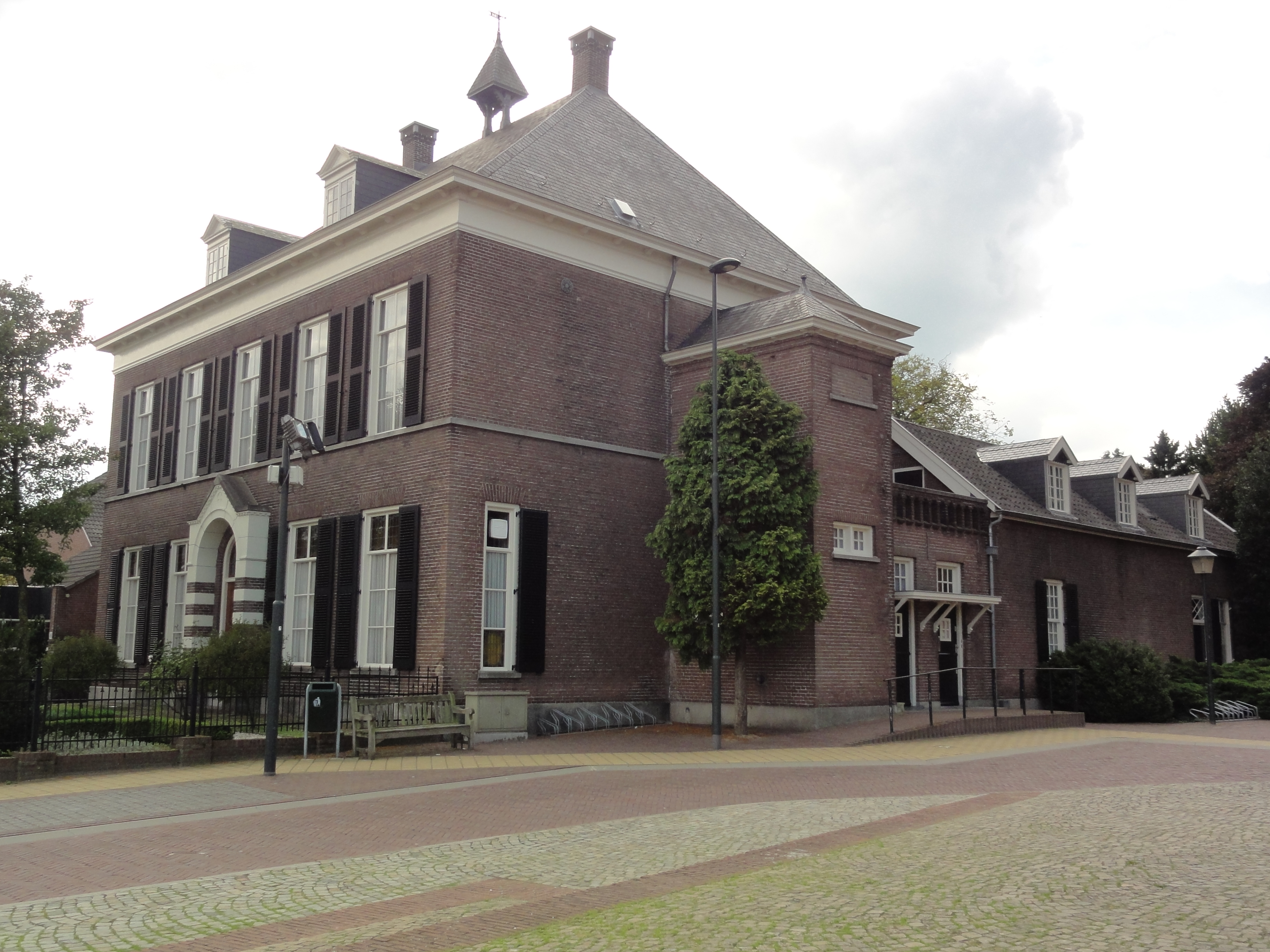
Pastorie Kerkstraat 51
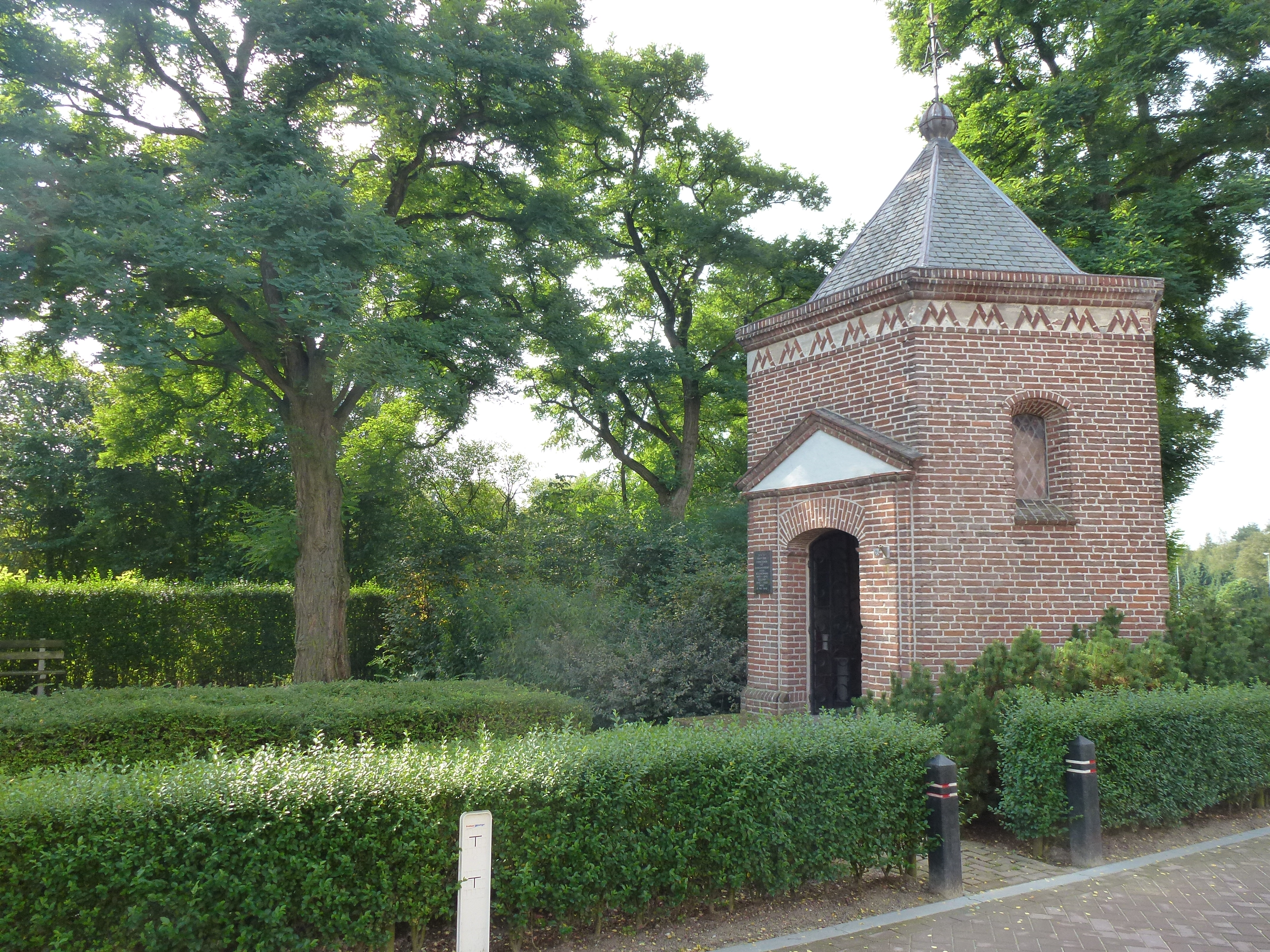
Mariakapel Kapelweg
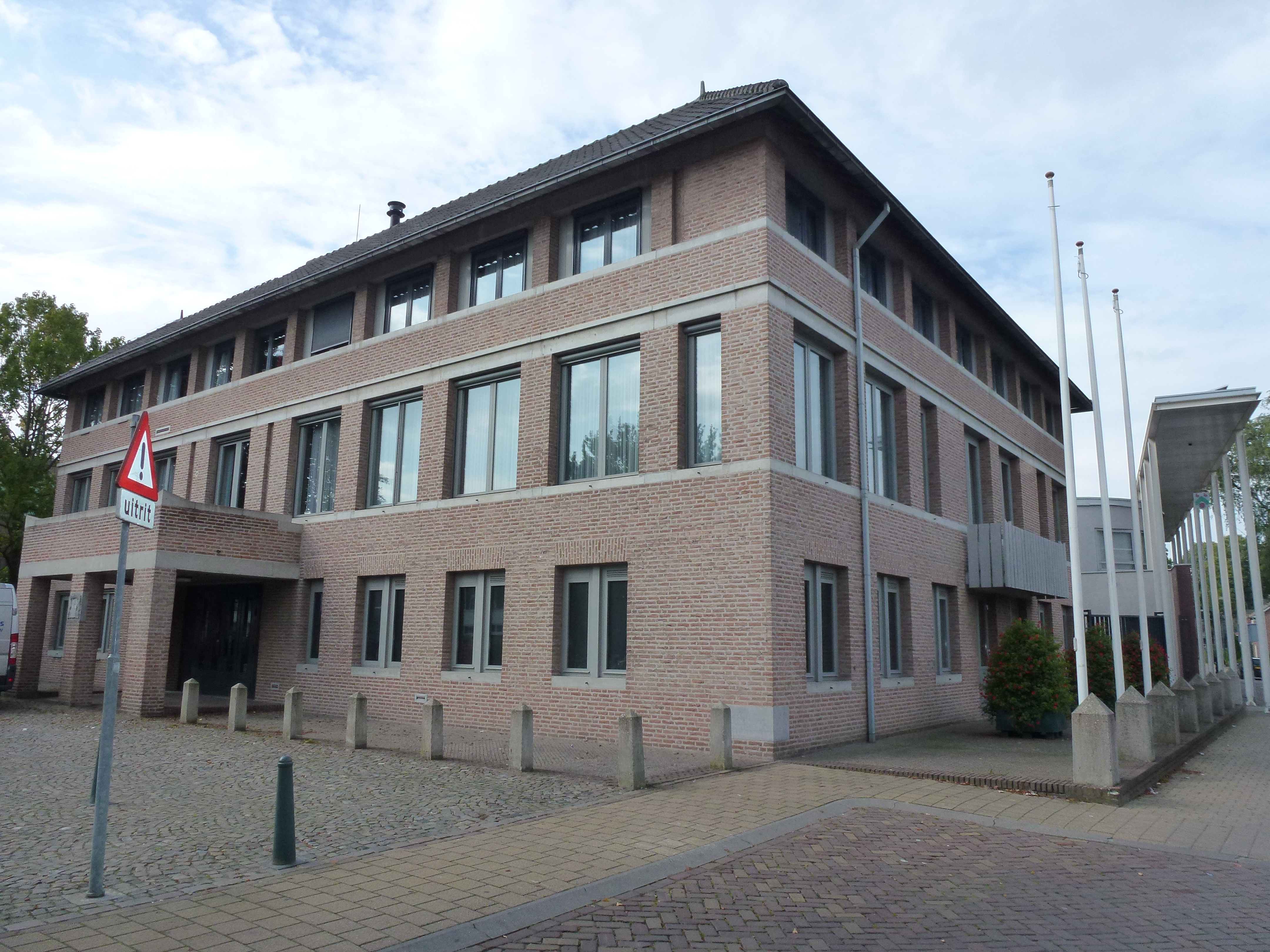
Gemeentehuis, gedeelte Bossche School
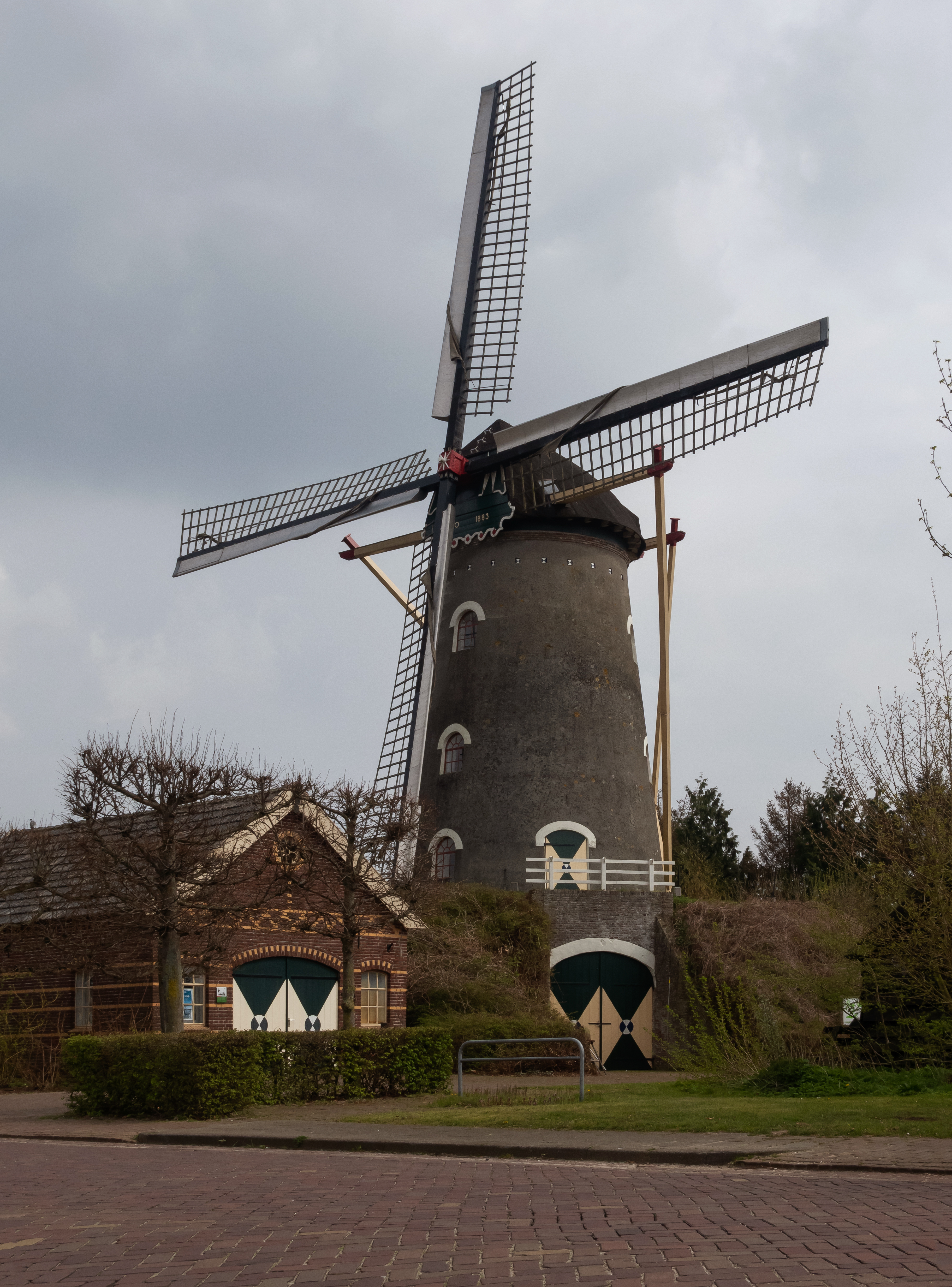
Coppensmolen
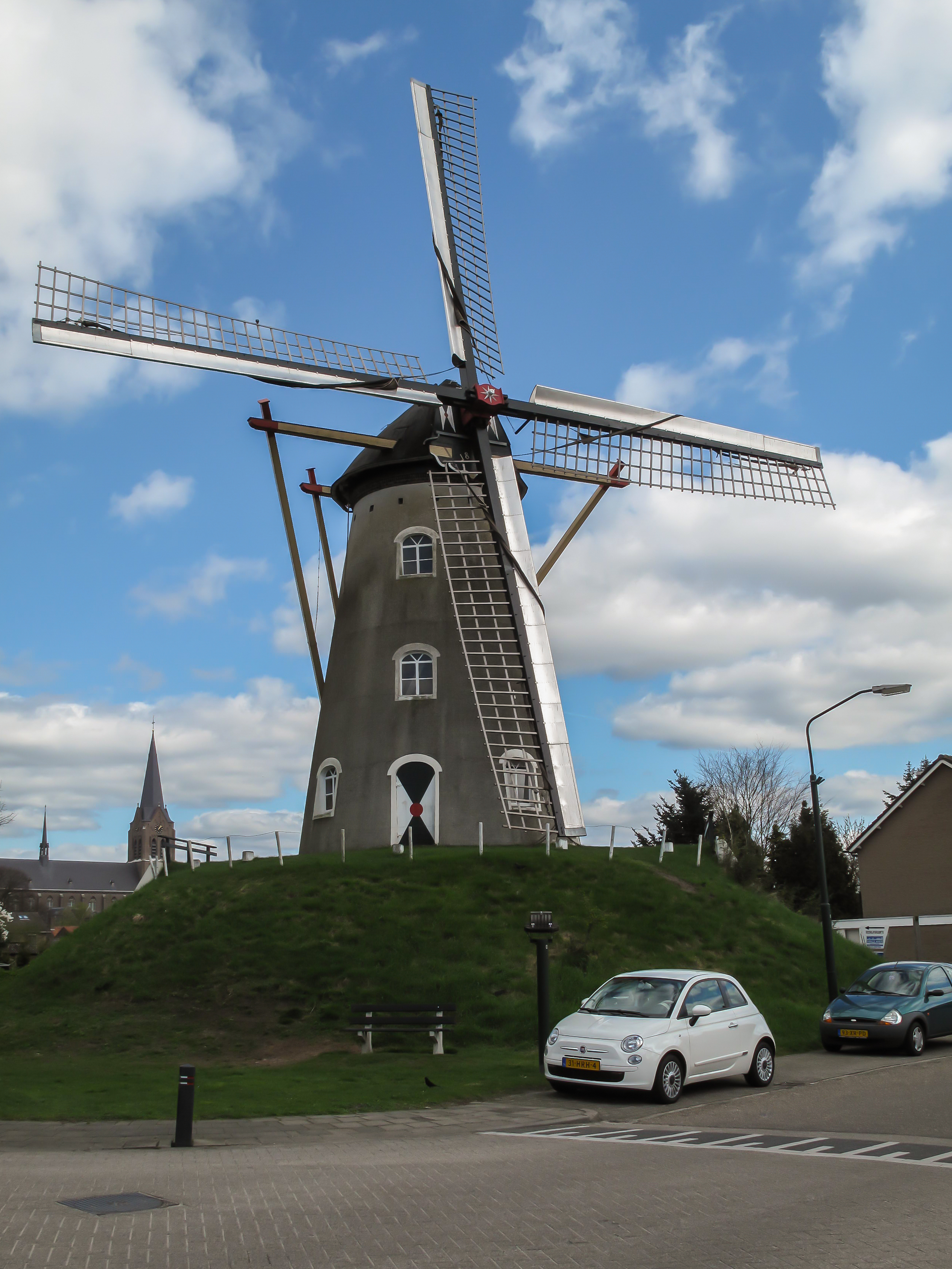
Molen De Dageraad
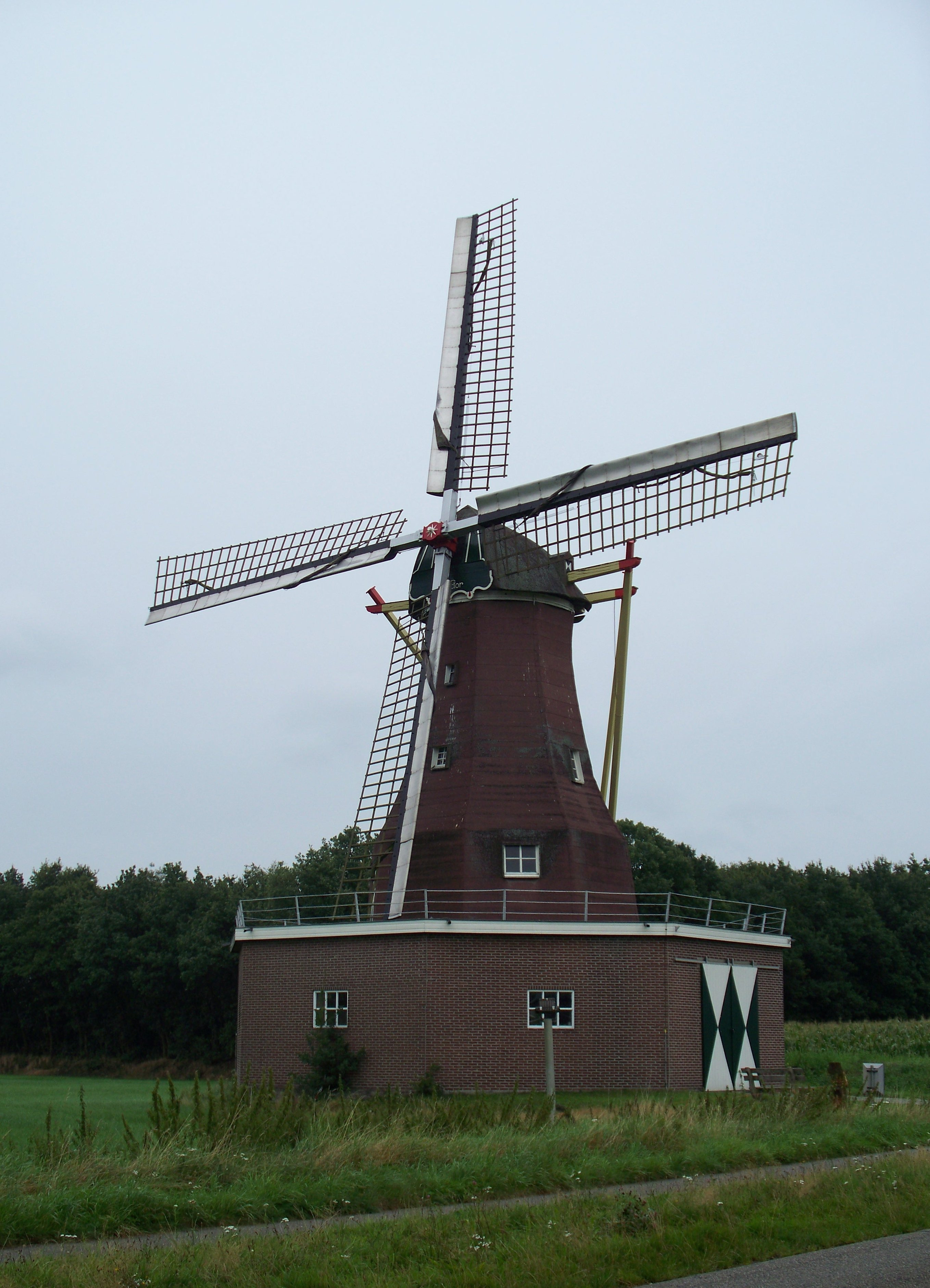
Windmolen Sint Victor
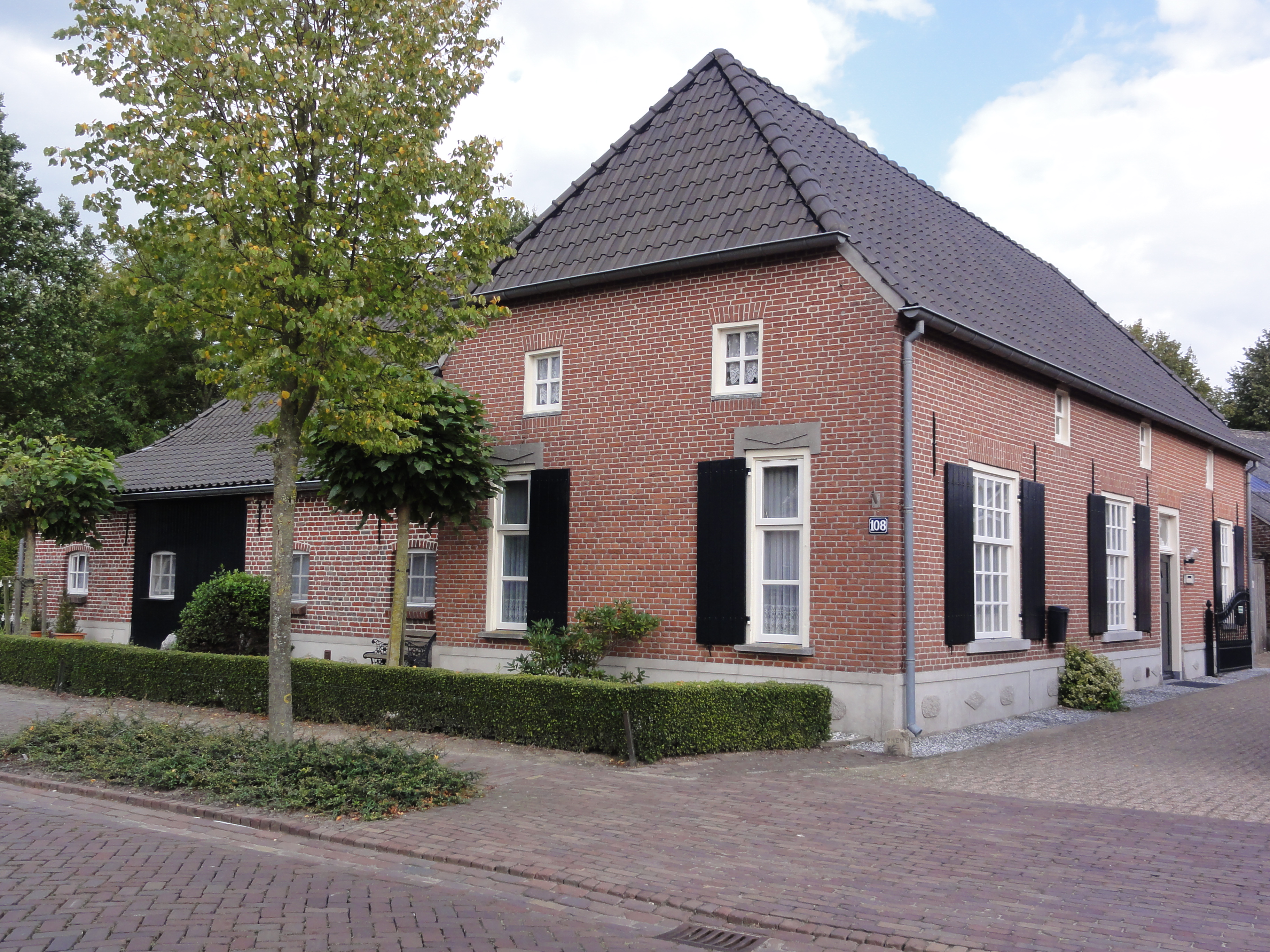
Boerderij Kerkstraat 108
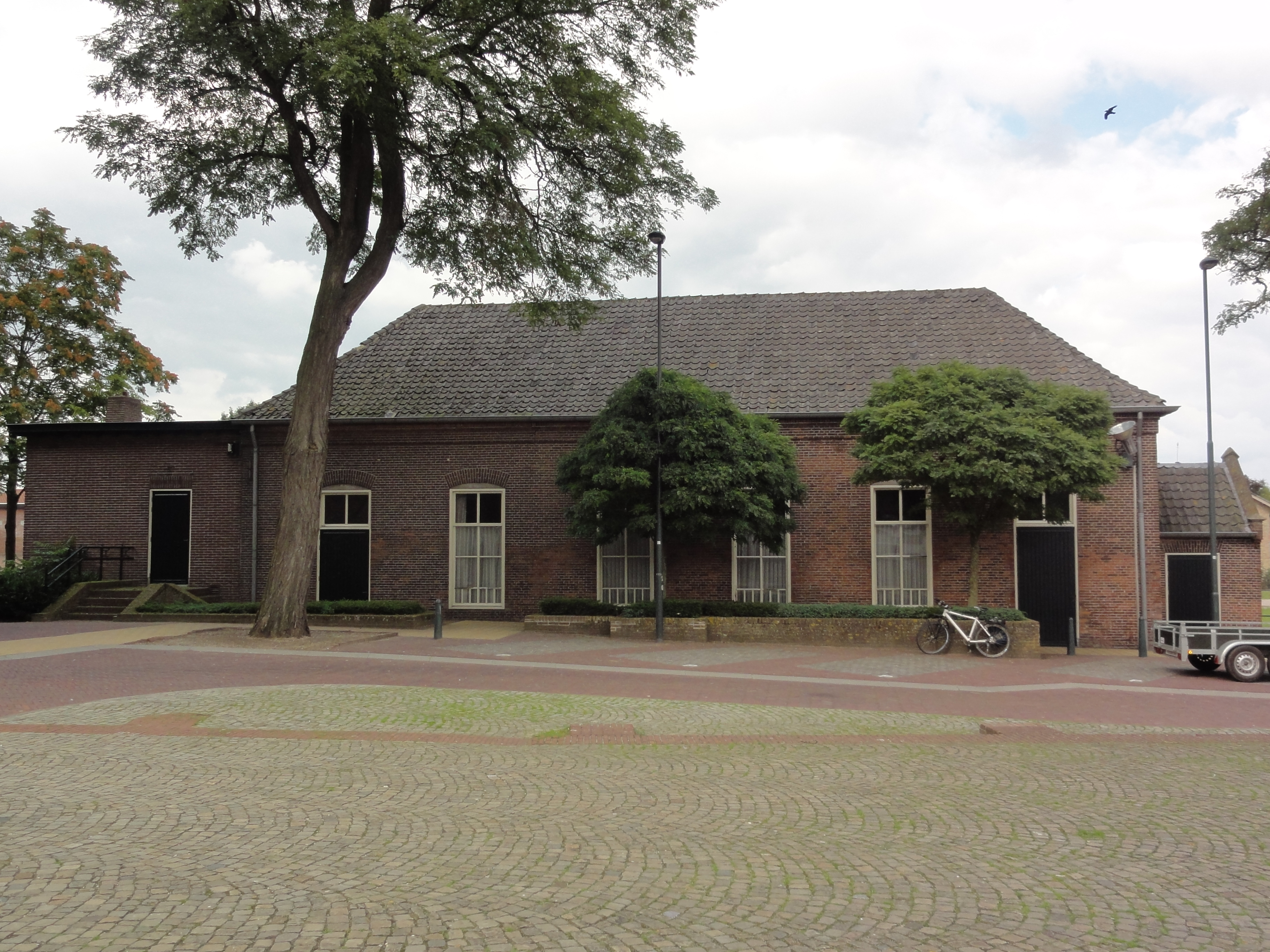
Voormalige school Kerkstraat 55

## Natuur en landschap

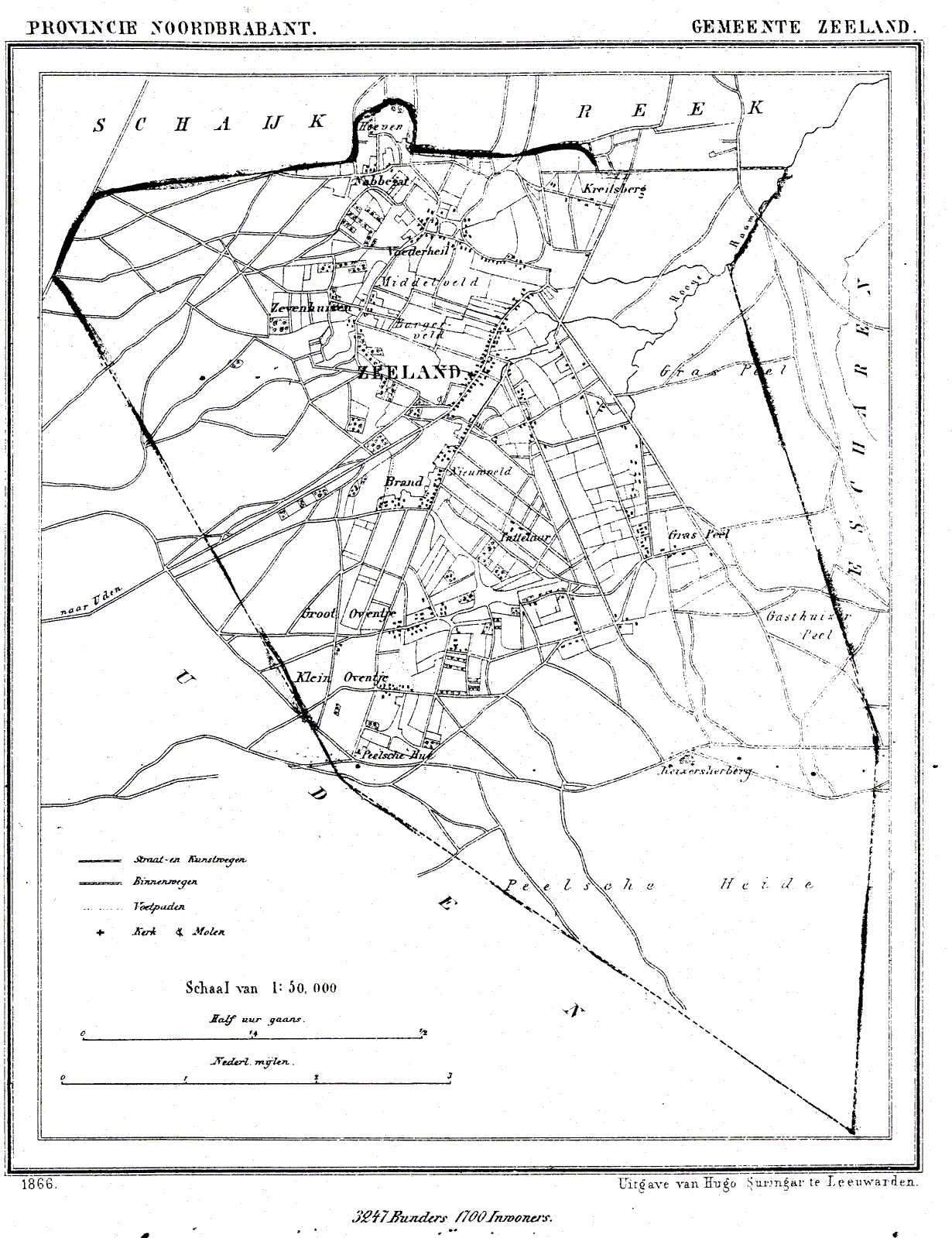
Zeeland in 1866

Zeeland was volgens een weinig meer gebruikte typering een kransakkerdorp. Rondom de centraal gelegen dorpsakkers waren gehuchten ontstaan, de kernen Zeeland, Zevenhuis en Voederheil. Terwijl de buurtschappen Zevenhuis en Voederheil door de eeuwen heen klein bleven, heeft Zeeland een grootschaligere ontwikkeling doorgemaakt.
Het dorp Zeeland ligt te midden van landbouwontginningen. In het oosten loopt de Graspeelloop en in het noorden de Rusvense Loop. Beide komen uit in de Hoge Raam die op zijn beurt in de Graafse Raam uitmondt. Ten westen ligt het uitgestrekte landschapspark Maashorst, in het noorden de Reekse Heide en in het zuiden de Trentse Bossen.

## Economie
Hoewel de landbouw in Zeeland altijd een belangrijke rol heeft vervuld was er ook enige nijverheid. Zo waren er twee bierbrouwerijen. Brouwerij "De Roode Leeuw" was een zeer bekende brouwerij die aan het einde van de 19e eeuw eigendom werd van Joseph van de Ven. Deze produceerde het "Faro"-bier. Joseph (1872 - 1947) was zoon van een bierbrouwer uit Son die getrouwd was met de dochter van een bierbrouwer uit Zeeland. Van diens familie erfde hij de brouwerij. Via gemeenteraadslid en wethouder bracht hij het tot burgemeester van Zeeland, wat hij was van 1932-1938. Daarnaast was hij dus actief als brouwer en toen, in de jaren 30 van de 20e eeuw, de kleinere dorpsbrouwerijen in moeilijkheden kwamen ging de Roode Leeuw ook frisdranken produceren, en wel in 1931. In 1938 werd de brouwerij overgenomen door Drie Hoefijzers. De bierproductie werd daarop gestaakt. Na de dood van Joseph kwam in 1948 ook aan de limonadeproductie een einde. In 1906 werd een pand naast de brouwerij gebouwd waarin tegenwoordig Café "d'n Brouwer" is gevestigd en dat een gemeentelijk monument is. Dit is tevens het geboortehuis van filmactrice Monique van de Ven, waarvan Joseph de grootvader was.

## Gevangenis
In 1967 werd gevangenis "De Corridor" geopend aan de weg naar Uden. Van oorsprong heette het "Penitentiair Trainingskamp De Corridor" en werden er jeugdige (18 tot 24 jaar) kortgestraften geplaatst die een trainingsprogramma a-la militaire dienst volgen en veel in de bossen rond het terrein te vinden waren, sportend in overall. Daarnaast liep men stage bij diverse bedrijven in de regio in de omgeving. De Amsterdamse volkszanger André Hazes, die jeugddetentie kreeg opgelegd, heeft in de Corridor zijn straf uitgezeten.
Reeds enkele jaren past deze manier van straffen niet meer en is "de Corridor" omgevormd tot een TBS-inrichting. Sedert 2008 verblijven hier 88 TBS'ers met een longstaystatus. De instelling maakt deel uit van de Pompestichting.
Buiten de poort van de Corridor is "de Marstal" te vinden. Hier bereiden TBS'ers zich middels stages voor op hun terugkeer in de maatschappij.

## Carnaval
De carnavalsvereniging in het dorp Zeeland heet 'De Smouskes'. Dorpelingen worden in carnavalstijd 'smouzen' genoemd. Er werd tot 2012  een zogeheten halfvastenoptocht (HVO) gehouden, deze optocht trok carnavalswagens, loopgroepen en muziekgroepen uit de wijde omgeving. De stichting HVO, die het evenement 44 jaar lang organiseerde, besloot eind 2011 te stoppen en een vervolg was geen succes. De carnavalsvereniging  'De Ossekoppen (SCVO) in Oss besloot de organisatie van de halfvastentocht vanaf 2013 over te nemen.

## Bevolkingsontwikkeling
| Jaar* | Inwoners |
| ----- | -------- |
| 1995  | 5.940    |
| 1997  | 6.010    |
| 1999  | 5.940    |
| 2000  | 5.870    |
| 2001  | 6.000    |
| 2002  | 6.060    |
| 2003  | 6.100    |

| Jaar* | Inwoners |
| ----- | -------- |
| 2004  | 6.130    |
| 2005  | 6.100    |
| 2006  | 6.160    |
| 2007  | 6.160    |
| 2008  | 6.220    |
| 2009  | 6.230    |
| 2010  | 6.315    |

| Jaar* | Inwoners |
| ----- | -------- |
| 2011  | 6.358    |
| 2012  | 6.413    |
| 2013  | 6.496    |
| 2014  | 6.530    |
| 2015  | 6.563    |
| 2016  | 6.573    |
| 2017  | 6.599    |

| Jaar* | Inwoners |
| ----- | -------- |
| 2018  | 6.616    |
| 2019  | 6.727    |
| 2020  | 6.740    |
| 2021  | 6.745    |
| 2022  | 6.770    |
| 2023  | 6.855    |

* Het aantal inwoners op 1 januari. De cijfers zijn tot en met het jaar 2009 aselect afgerond op tientallen. Voor het jaar 2010 zijn ze aselect afgerond op vijftallen. Vanaf 2011 zijn de cijfers niet afgerond.

## Verenigingen
- Avondvierdaagse Comité Zeeland
- Badmintonclub Poona
- Biljartclub Zeeland
- Biljartvereniging Dynamica d'n Brouwer
- Brandweervereniging De Sirene
- Bridge Club Zeeland
- Dans/sportstudio Focus Sport
- Dames gymclub Zeeland
- Handboogsportvereniging Concordia
- Herengym Zeeland
- Jeugdgymnastiekvereniging De Tuimelaars
- Jeu de Boulesclub Le Sud
- Judo- en Jiu Jitsuvereniging Aait-Vedan
- Kruisboogvereniging Fortuna
- Motorsportvereniging CC de Molenrijders
- Wielersportclub D'n Rauwe Knert
- Motorsportvereniging ZMC Zeelandse Motor Club
- Muziekvereniging Zeelandia
- Ponyclub Jeanne d'Arc
- Rijvereniging Jeanne d'Arc
- Stichting Jeugd Belangen Zeeland
- Stichting KPJ (Katholieke Plattelands Jongeren) Rondom Zeeland
- Tennisvereniging Set '77
- Toneelvereniging Excelsior
- Voetbalvereniging RKSV Festilent
- Volleybalvereniging Detac
- Wielersportclub Zeeland
- Yoga Sanga
- Yoga4all
- ZKV Zeelandse Korfbal Vereniging

## Geboren in Zeeland
- Egbert Dekkers (4 januari 1908 - 13 oktober 1983), glazenier en schilder
- Stanislaus van Melis (CP), (19 maart 1911 - 23 november 1998), missiebisschop
- Jan van Kilsdonk (SJ), (19 maart 1917 - 1 juli 2008), pastor en theoloog
- Monique van de Ven (28 juli 1952), actrice en regisseuse
- Frans Schraven (10 januari 1959), musicalacteur, producent en choreograaf
- Tonnie Dirks (12 februari 1961), langeafstandsloper
- Daphny van den Brand (6 april 1978), veldrijdster
- Ran-D (18 mei 1981), hardstyle-dj en producer

## Aangrenzende plaatsen
| Aangrenzende plaatsen | Aangrenzende plaatsen | Aangrenzende plaatsen | Aangrenzende plaatsen | Aangrenzende plaatsen |
| --------------------- | --------------------- | --------------------- | --------------------- | --------------------- |
| Schaijk               |                       | Reek                  |                       |                       |
|                       |                       |                       |                       |                       |
|                       | Langenboom            |                       |                       |                       |
|                       |                       |                       |                       |                       |
| Uden                  |                       | Oventje, Volkel       |                       | Odiliapeel            |